# Dentalium pluricostatum
Dentalium pluricostatum är en blötdjursart som beskrevs av Charles Hercules Boissevain 1906. Dentalium pluricostatum ingår i släktet Dentalium och familjen Dentaliidae. Inga underarter finns listade i Catalogue of Life.